# Benedum-Trees Building
Benedum–Trees Building es un edificio ubicado en 223 Fourth Avenue en el centro de la ciudad de Pittsburgh, la capital del estado de Pensilvania (Estados Unidos). Construido en 1905, fue encargado por el abogado de Pittsburgh H. A. Machesney. Originalmente se llamó Machesney Building hasta 1911, cuando se convirtió en la sede de Benedum–Trees Oil Company. Durante los siguientes 40 años, el decimoquinto piso fue la sede de las oficinas de Joe Trees y Mike Benedum.
El edificio, diseñado por Thomas H. Scott, fue agregado a la Lista de Monumentos Históricos de la Fundación de Historia y Monumentos de Pittsburgh en 1973. Tiene 19 pisos y mide 64 metros de altura.

## Galería

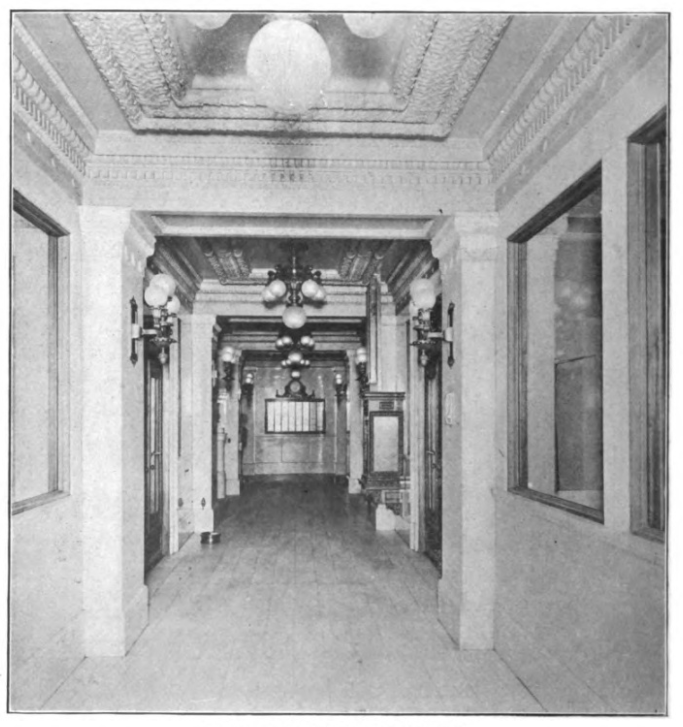
Corredor
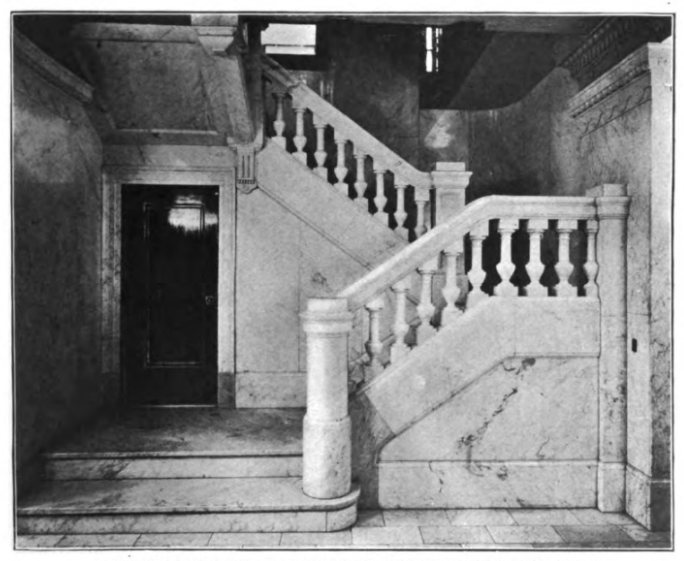
Escaleras
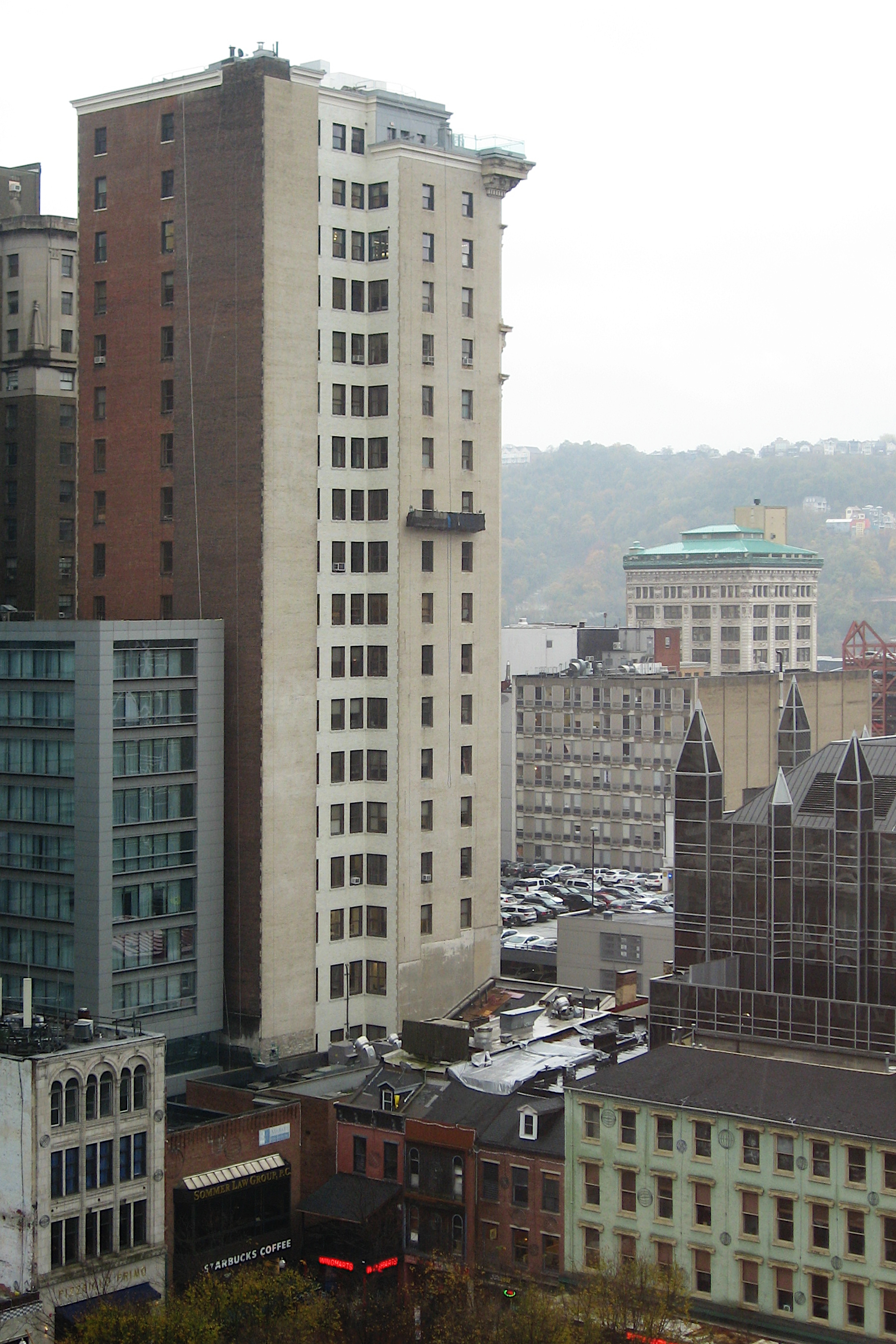
Vista posterior